# Mike Golding
Mike Golding, nacido en Great Yarmouth, Inglaterra el 27 de agosto de 1960, es un regatista profesional británico.

## Biografía
Tras comenzar su vida profesional como bombero en el distrito inglés de Berkshire, comienza su carrera de regatista con la participación en la edición de 1992 de la regata  British Steel Challenge, una regata de regatistas aficionados de todo el mundo en contra de los vientos dominantes, organizada por Sir Chay Blyth. Vuelve a ganar la misma regata cuatro años después, capitaneando el equipo Team Group 4. A partir de 2001, comienza su relación deportiva profesional con la empresa de limpieza Ecover, con la que crea una academia de vela para jóvenes en Bélgica. El mismo año, da la vuelta al mundo en solitario y sin escalas en ambas direcciones y se convierte en el primer regatista en lograr esta hazaña. Se convierte en Campeón del Mundo de IMOCA en 2004-2005.
En 2007, recibió el título de Oficial de la Orden del Imperio Británico por su contribución al deporte de la vela.
Ha escrito dos libros: No Law, No God (literalmente Ninguna ley, ningún Dios, 1995), y Racing Skipper (literalmente Patrón de regata, 1999)

## Vendée Globe
- 2000-2001: 7.º a bordo del Team Group 4, tras tomar la salida con una semana de retraso.
- 2004-2005: 3.º a bordo de Ecover en 88 d y 15 h, incluso tras haber perdido la quilla.
- 2008-2009: abandono en el 37.º día cuando iba líder, a causa de la rotura del mástil.
- 2012-2013: 6.º a bordo de Gamesa en 88 d 6 h 36'26"

## Palmarés y títulos
- 1991-1992:
  - British Steel Challenge (vuelta al mundo en contra de los vientos dominantes)
- 1993/94:
  - Record alrededor del mundo en contra de los vientos dominantes en 161 días
- 1996-1997:
  - 1.º en la BT Global Challenge (vuelta al mundo por equipos en contra de los vientos dominantes
- 1998:
  - 2.º en la Atlantic Alone {2} {e}
- 1998/99:
  - Around Alone, ganador de la primera etapa y luego abandono
- 1999:
  - 3.º en la Transat Jacques Vabre
- 2000: El grupo Team placa de 4
  - 3.º en la  Europa1 New Man Star a bordo del Team Group 4.
- 2001:
  - 2.ª en la Transat Jacques Vabre junto con Marcus Hutchinson.
  - 3.º en la EDS Atlantic Challenge
  - 7.º en la Vendée Globe a bordo de Team Group 4.
- 2002:
  - 2.º en la Route du Rhum a bordo de Ecover.
- 2003: a bordo de Ecover 2
  - 3.º en la Calais Round Britain Race
  - 3.º en la Transat Jacques Vabre
  - 1.º en la Atlantic Challenge
- 2004: a bordo de Ecover 2
  - 1.º en la  La Transat
  - 2.º en la Calais Round Britain Race
- 2005:
  - 3.º en la Vendée Globe en 88 d 15 h a bordo de Ecover 2
- 2008:
  - Esta es su tercera participación en la Vendée Globe, a bordo de Ecover 3. Tiene que abandonar en el 37.º día.
- 2012-2013:
  - 6.º en la Vendée Globe en 88 d 6 h a bordo de Gamesa.